# Claidheamh mòr
Claidheamh mòr (tiếng Celt ở Scotland - có nghĩa là "kiếm lớn"), hay Claymore (tiếng Anh)) có thể là tên của hai loại kiếm Scotland: một loại kiếm hình chữ thập với ngạnh bảo vệ hướng xuống, được những người dân vùng Cao nguyên Scotland ưa dùng; loại kia có cán hình rổ, xuất hiện vào thế kỷ thứ 16, hiện nay vẫn được dùng trong bộ lễ phục của Trung đoàn Cao nguyên trong quân đội Anh.

## Claidheamh mòr phiên bản hai tay cầm của Cao nguyên
Loại Claidheamh mòr hai tay cầm là một dạng kiếm kích thước lớn được dùng vào thời Hậu kì Trung đại và đầu thời Cận đại trong những cuộc chiến tranh giữa các thị tộc Scotland và những cuộc xung đột biên giới giữa Scotland với Anh quốc từ năm 1400 đến 1700. Trận đánh nổi tiếng cuối cùng có sự góp mặt đáng kể của loại Claidheamh mòr 2 tay cầm là Trận Killiecrankie năm 1689.  Nó có kích thước nhỏ hơn so với các loại kiếm song thủ khác cùng thời. Loại Claidheamh mòr 2 tay cầm là một nhánh của loại kiếm Scotland thời kỳ đầu, trong đó nó đã phát triển những đặc điểm riêng biệt của cán kiếm với phần cán bảo vệ tay hướng xuống, nhỏ dần về phía 2 đầu rồi kết thúc một chỗ phình dạng thìa ở mỗi đầu. Chỗ phình này thường có dạng hình lá bốn thùy.
Một thanh Claidheamh mòr 2 tay cầm có kích thước trung bình thường dài khoảng 140 cm (55 in) với phần cán kiếm dài 33 cm (13 in) và phần lưỡi kiếm dài 107 cm (42 in); còn khối lượng rơi vào khoảng 5,5 lb (2,5 kg). Claidheamh mòr là hậu duệ của loại đại kiếm thời trung cổ, thí dụ như loại XIIIa trong hệ thống phân loại Oakeshott. Khá đồng nhất về kiểu dáng, Claidheamh mòr có một chi tiết hình bánh xe ở cuối chuôi kiếm, chi tiết này thường có gắn thêm một chi tiết hình trăng lưỡi liềm. Cán bảo vệ tay cầm có dáng thẳng, hướng xuống với một chỗ phình ở mỗi đầu có hình lá 4 thùy và langets chạy dọc xuống cán kiếm. Một dạng Claidheamh mòr 2 tay cầm phổ biến khác (dù ít được biết đến hơn vào ngày nay) có biệt danh là "cán hình vỏ sò" vì cán của nó có 2 cánh cong hướng xuống và ở mỗi đầu có một chi tiết hình tròn giúp bảo vệ phần trước tay cầm. Hình dạng này rất giống như 2 mảnh vỏ của một con trai đang mở miệng.

## Claidheamh mòr có cán hình rổ

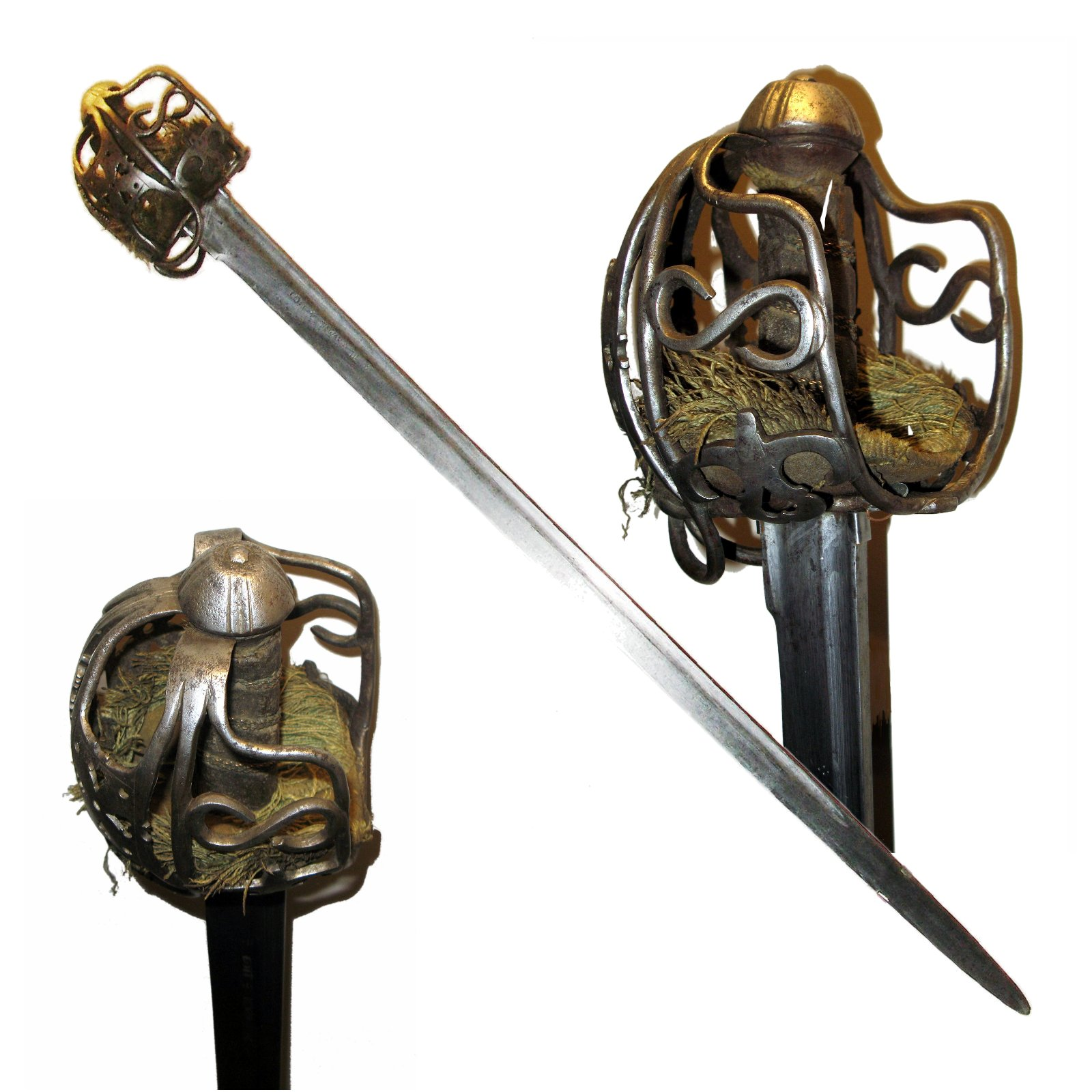
Một thanh Claidheamh mòr có cán hình rổ, niên đại vào khoảng 1700

Đây là loại vũ khí có chiều dài ngắn đáng kể, cầm bằng một tay và khá thông dụng với những binh sĩ người Scotland cũng như một số sĩ quan người Anh vào thế kỷ thứ 17 trở đi, mặc dù chúng ít được sử dụng trong chiến đấu vào thời Thế chiến thứ hai: một thanh Claidheamh mòr "hiện đại" đã được Trung tá Jack Churchill DSO, MC & BAR mang vào thời gian này. Loại Claidheamh mòr này có thể có một hoặc hai cạnh sắc, cân nặng dao động từ 2 đến 3 lbs (0,9 và 1,5 kg) với một lưỡi kiếm tương đối rộng dài khoảng 30 - 35 inch (0,75–0,9 m). Cán kiếm được thiết kế để bảo vệ tay cầm khi giao chiến. Thanh Claidheamh mòr cán hình rổ thường được phân biệt với các loại kiếm khác bởi một lớp lót bằng nhung (thường có màu đỏ) phía trong "rổ" và có thể là một số núm tua trang trí trên chuôi kiếm hay núm chuôi. Giống như các loại kiếm Schiavona của Ý, loại Claidheamh mòr này thường được dùng kèm với một chiếc khiên tròn. Nó cũng được dùng trong một số điệu múa như điệu múa kiếm Scotland. Loại Claidheamh mòr cán hình rổ cũng xuất hiện trong bộ lễ phục của các sĩ quan của Trung đoàn Hoàng gia của Scotland, trái ngược với các đơn vị khác mang kiếm sĩ quan lục quân Anh kiểu 1897 hay Kiếm lục quân Anh cán kiểu Gothic (kiểu 1822, 1827, 1845, 1854 và 1892.

## Từ nguyên của tên Claidheamh mòr

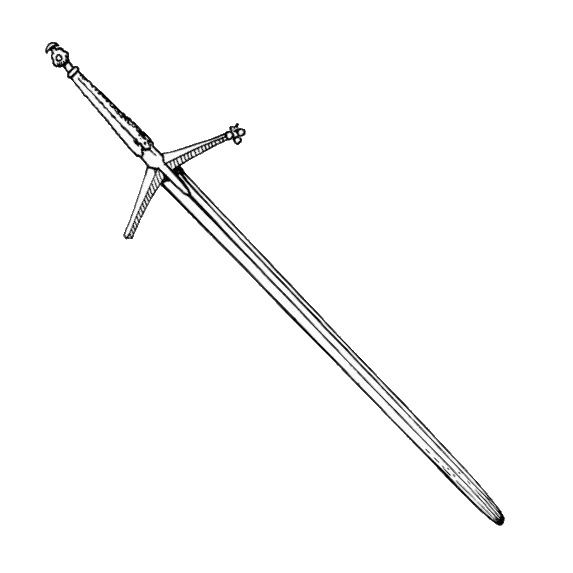
Hình vẽ mô phỏng một thanh Claidheamh mòr hai tay cầm thời kỳ đầu.

Thuật ngữ Claidheamh mòr được dùng muộn nhất là khoảng đầu thế kỷ 18, lúc đó nó ám chỉ loại kiếm một tay cầm có cán rổ và có nghĩa tương đương với "kiếm lưỡi rộng". Vào từ khoảng thời gian muộn nhất là thế kỷ 18 trở đi, Claidheamh mòr cũng được dùng để chỉ các loại kiếm song thủ. Tuy nhiên, vấn đề là hiện nay chưa ai tìm ra từ tiếng Celt mang nghĩa "vũ khí cầm bằng hai tay"; và có thể kiếm song thủ không được gọi là Claidheamh mòr vào thời kỳ đó, tuy nhiên hiện nay thì từ Claidheamh mòr được dùng cho cả hai loại kiếm song thủ và kiếm nhất thủ. Trong tiếng Gael, "kiếm song thủ" được gọi là claidheamh dà làimh; từ này đôi khi được dùng để ám chỉ các kiếm song thủ của Scotland nhằm phân biệt với các kiếm nhất thủ.
Các tài liệu tham khảo liên quan đến các thuật ngữ trên cùng các thuật ngữ khác về kiếm lưỡi rộng của vùng Cao nguyên Scotland có thể được tìm thấy trong các nguồn sơ cấp viết bằng tiếng Gael, ví dụ như các bài hát và bài thơ vào thời đại trước; và các nguồn có độ xác thực cao như "Dwelly's Illustrated Gaelic to English Dictionary" (Gairm Publications, Glasgow, 1988, p. 202), một quyển sách được đánh giá là bản trích yếu của từ vựng tiếng Gael cổ ở Scotland, và một số bài báo cáo khoa học được xuất bản gần đây như "Culloden - The Swords and the Sorrows" (The National Trust for Scotland, Glasgow, 1996).
Một số từ ngữ miêu tả về loại vũ khí này bao gồm claidheamh cuil hay "kiếm một cạnh sắc", ám chỉ một loại kiếm mợt cạnh sắc với một cạnh phẳng (không phải là cạnh nằm trên sống kiếm); claidheamh crom hay "kiếm cong", tức kiếm lưỡi cong như thanh mã tấu hay đại đao; và claidheamh caol hay "kiếm hẹp", tức thanh trường kiếm lưỡi hẹp hay các loại kiếm nhỏ. Cần chú ý là từ "claidheamh beg" ("kiếm nhỏ") không được tìm thấy trong các bài văn thơ cổ hay các tài liệu uy tín khác, và có thể đó là một từ mới xuất hiện gần đây.
Một số tác giả cho rằng Claidheamh mòr một tay cầm là hậu duệ của thanh "Schiavona" mà các cận vệ của Tổng trấn Venezia, tuy nhiên trên thực tế, nó thuộc một loại kiếm đại diện cho một lớp kiếm lớn hơn, trong đó tất cả chúng có thể là hậu duệ của các phiên bản kiếm của người Giécmanh, phát triển tại nhiều quốc gia trong một khoảng thời gian chừng 2 thế kỷ. Chúng là những kiểu kiếm khác nhau dù có cùng những đặc điểm chung và có những ảnh hưởng tương giao giữa chúng; đặc biệt xét trường hợp người Scotland là những lính đánh thuê nổi tiếng thời đó và đương nhiên họ được đi đây đi đó khắp nơi theo bước đường chinh chiến của mình.
Ewart Oakeshott, một học giả nổi tiếng về vũ khí châu Âu, liệt kê "năm kiểu khác nhau của kiếm với những đường hướng phát triển khác nhau trong thế kỷ thứ 17" Tác phẩm của ông bao gồm cả "Sinclair-hilt" của Scotland; và lớp kiếm "Anh quốc" cán hình rổ bao gồm cái gọi là "Kiếm Mortuary" và thanh Claidheamh mòr, cộng thêm các biến thể. Trong xác tàu Mary Rose có một cán kiếm hình rổ có niên đại trong khoảng thời gian nó bị chìm, năm 1545, và đây là thanh kiếm cán rổ có niên đại sớm nhất hiện nay.